# Área 51
El Área 51, también conocida como Groom Lake, Homey Airport (OACI: KXTA), es un destacamento aislado controlado por la Base de Edwards de la Fuerza Aérea en el sur del estado de Nevada (Estados Unidos). De acuerdo con la CIA, las designaciones correctas para las instalaciones del Área 51, son el Campo de Pruebas y de Entrenamiento de Nevada y Groom Lake, aunque el nombre de «Área 51» también ha sido utilizado en documentación oficial de la Agencia. Otros nombres designados para la instalación han sido Dreamland, Paradise Ranch, Home Base, Watertown Strip y Homey Airport. El espacio aéreo militar en torno a la zona está denominada como (R-4808N).
Las instalaciones se encuentran ubicadas en una región sureña de Nevada, a unos 133 kilómetros al noroeste de la ciudad de Las Vegas. Situada en el centro, a lo largo de las tierras baldías de las salinas de Groom, es un vasto aeródromo militar. El objetivo principal de la base es indeterminado, no obstante con base en las evidencias históricas, es probable que estén llevando a cabo investigación y desarrollo con sistemas de armamento avanzados y pruebas en aviones experimentales que no son reconocidos oficialmente por el Gobierno de Estados Unidos. El intenso secretismo que rodea a la base ha llegado a convertirse en objeto de interés y en la casuística principal de las teorías de conspiración y el fenómeno OVNI. Aunque Groom Lake no ha estado declarada como base secreta, todas las investigaciones acaecidas en torno al Área 51 es Información Compartimentada y clasificada como de alto secreto de los Estados Unidos. No fue hasta 2013 cuando se confirmó la existencia de la base mediante la Freedom of Information Act. Pero hay rumores de que está desde 1950.

## Introducción
La base principal se encuentra dentro del vasto Campo de Pruebas y Entrenamiento de Nevada de la Fuerza Aérea de Estados Unidos, anteriormente conocido como Polígono de la Fuerza Aérea de Nellis (NAFR). Aunque las instalaciones del polígono de pruebas están gestionadas por el Escuadrón 99 de la Base de la Fuerza Aérea de Nellis. La instalación de Groom Lake parece estar ejecutándose junto al Centro de Pruebas de Vuelo de la Fuerza Aérea (AFFTC) del Comando de Material de la Fuerza Aérea en la Base de la Fuerza Aérea de Edwards en el Desierto de Mojave a unos 300 km al suroeste de Groom Lake, y como tal la base es conocida como Centro de Pruebas de Vuelo de la Fuerza Aérea.
A pesar de que el nombre Área 51 se utiliza en la documentación oficial de la CIA, otros nombres con los que se conocen las instalaciones son: Dreamland, Paradise Ranch, Home Base, Watertown Strip, Groom Lake y Homey Airport. La región es parte de la Zona de Operaciones Militares de Nellis y el espacio aéreo restringido en torno a la zona está denominada como (R-4808N) y conocida por los pilotos militares como The Box —La caja—.
La instalación no es una base aérea convencional, así como las unidades operacionales vanguardistas no están desplegadas allí. En su lugar, parece estar utilizándose para Programas Militares Secretos de Acceso Especial y de Defensa, que no son reconocidos públicamente por el gobierno, el personal militar y los contratistas de defensa. Su objetivo puede estar enfocado en apoyar el desarrollo, la experimentación y las fases de entrenamiento para nuevos sistemas de armamento o proyectos de investigación. Una vez que estos proyectos hayan sido aprobados por la Fuerza Aérea de Estados Unidos u otras agencias tales como la CIA, y ya estén preparados para anunciarse al público, las operaciones de vuelo se trasladan a una base aérea corriente.
El intenso secretismo que rodea a la base, cuya existencia no fue reconocida por el Gobierno de los Estados Unidos hasta el 29 de septiembre de 1995, ha llegado a convertirse en el tema principal de las teorías de conspiración y el fenómeno ovni. Todo lo que ocurre en Área 51 es Información Compartimentada y Clasificada como de Alto Secreto, por lo que esta política de seguridad del gobierno asegura que solo aquellos con la suficiente "necesidad de conocimiento" tienen exclusivamente acceso a información que estos requieren, garantizando así que sujetos desconocidos no obtengan información de lo que no conocen.

## Pistas de aterrizaje
La base cuenta con siete pistas de aterrizaje de las cuales una parece estar cerrada. La pista de aterrizaje cerrada (la 14R/32L) es la más larga, con una longitud de aproximadamente 7100 metros, sin incluir la zona de parada o stopway.  Hay otras dos pistas de aterrizaje asfaltadas: la 14L/32R, con una longitud de 3650 metros, y la 12/30, con una longitud de unos 1650 metros. Las otras cuatro pistas se sitúan en el lago salado: la 09L/27R y la 09R/27L, que en líneas generales tienen unos 3500 metros, y la 03L/21R y la 03R/21L, que miden aproximadamente unos 3050 metros. La base también dispone de un helipuerto.

## Geografía

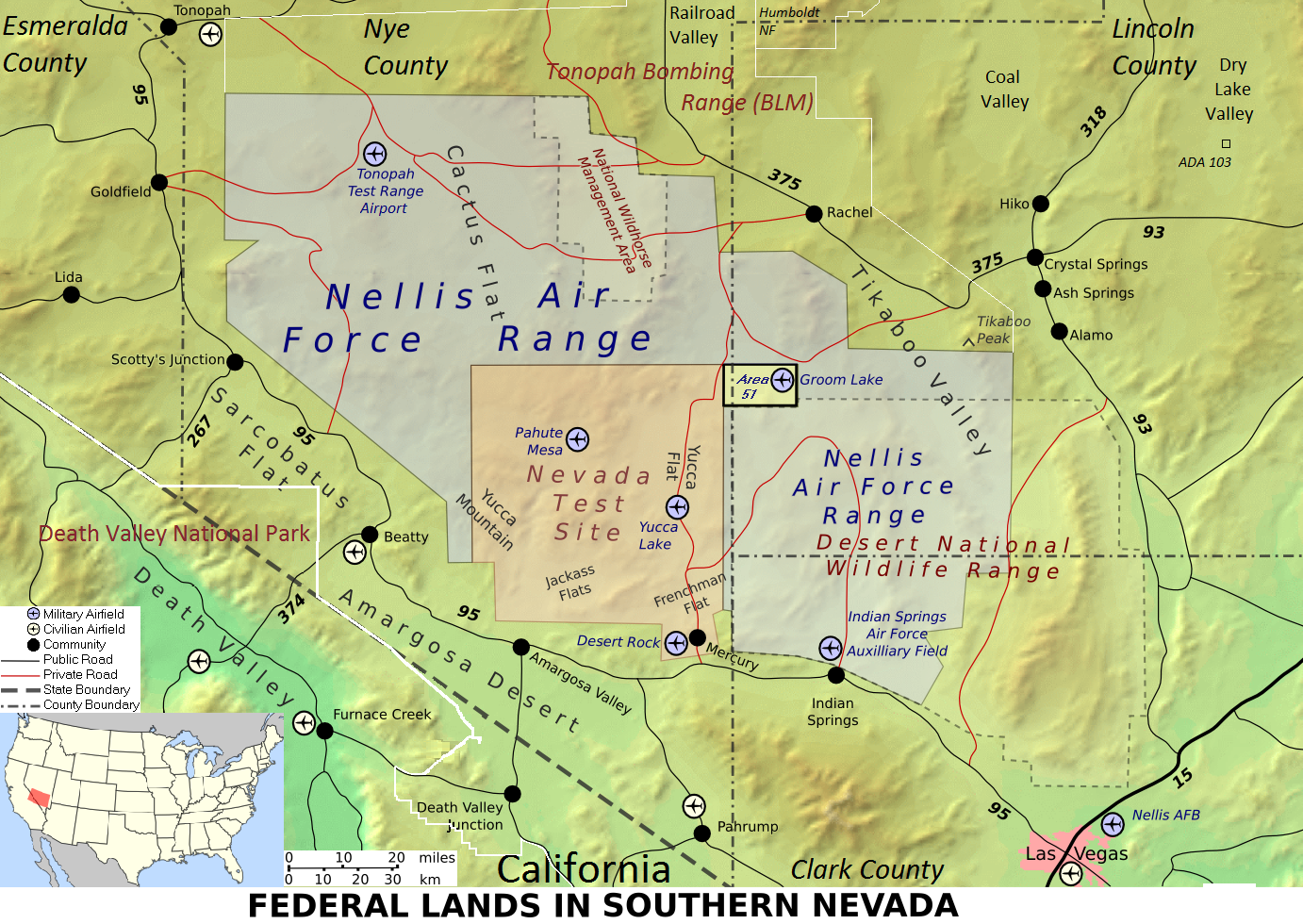
Mapa del Área 51, los Campos de Pruebas de Nevada (NTS) y Entrenamiento de Nevada (NAFR).

El Área 51 es una sección de terreno de aproximadamente 155 km² ubicada en el Condado de Lincoln (Nevada), Estados Unidos Forma parte del vasto complejo de Nellis (12139 km²/4687 sq. m) o NRC —Nellis Range Complex—. El área consiste en gran parte en el ancho Emigrant Valley, enmarcado por las montañas Groom y Papoose. Entre estas dos montañas yace el Lago Groom, una base cerca del lago con fuerte álcali, de 5 km de diámetro. Existe una gran pista en la esquina sudoeste del lago (37°14′ N 115°49′ W), con dos caminos de cemento, de los cuales uno se extiende en la base del lago, además de otros dos sin pavimento que se extienden sobre el mismo lago.
La designación de Área 51 es algo discutible, aparece en mapas más viejos del NTS y no en los más nuevos, pero se utiliza el mismo esquema de nombramiento para otras partes del sitio de pruebas en el estado de Nevada.
La base original con una forma triangular de 9,7 por 16 km ya es ahora parte de la llamada "Caja de Groom" (Groom Box), una zona rectangular de unos 37 por 40 km de espacio aéreo restringido. El área está conectada a una red interna de carreteras pedregosas del Campo de Pruebas de Nevada, junto con una serie de carreteras pavimentadas que llegan hasta el sur de Mercury y el oeste de Yucca Flat. Tomando como punto principal de referencia el noroeste desde el lago, la amplia y bien mantenida Carretera de Groom Lake (Groom Lake Road) discurre a través de las Colinas Jumbled (Jumbled Hills). La antigua carretera conducía hasta unas minas situadas en la Cuenca de Groom (Groom Basis) y desde su cierre ha mejorado en variados aspectos. Su sinuoso cauce transcurre por un puesto de control de seguridad, aunque el área restringida alrededor de la base se extiende todavía más hacía el este. En el exterior de la zona restringida, tomando como punto de referencia la Carretera de Groom Lake, esta va extendiéndose hacía el este hasta la extensa llanura del Valle de Tikaboo (Tikaboo Valley), atravesando las entradas de carreteras pedregosas sin asfaltar y que llevan hasta unos pequeños ranchos que se convergen con la Ruta Estatal 375, la "Carretera Extraterrestre".
El Área 51 comparte frontera con la región de Yucca Flat del Campo de Pruebas de Nevada, en dicha ubicación es donde unas 739 de las 928 pruebas nucleares fueron llevadas a cabo por el Departamento de Energía de los Estados Unidos. El depósito de residuos nucleares de Yucca Mountain está aproximadamente a unos 75 km al suroeste de Groom Lake.

### Groom Lake

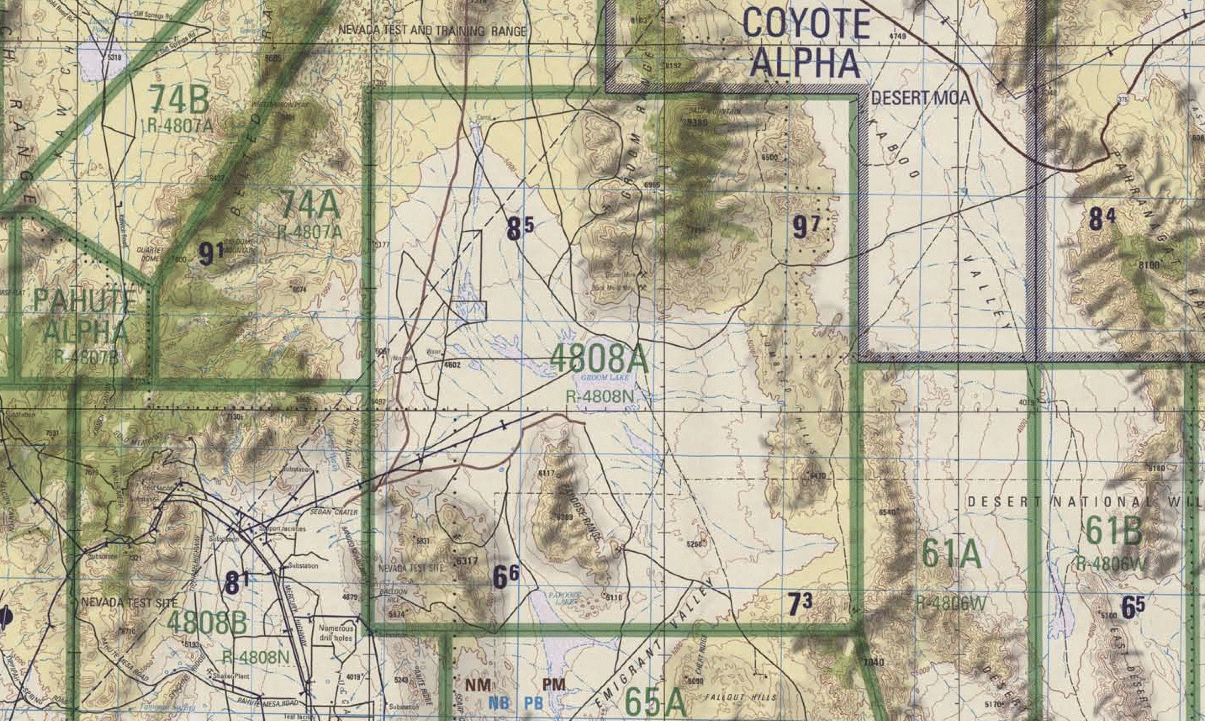
Mapa topográfico del Polígono de Pruebas de Nevada centrado sobre Groom Lake.

Groom Lake es un salar situado al norte de la instalación militar Área 51 en Nevada, utilizado para las pistas de aterrizaje del aeropuerto del Campo de Pruebas y Polígono de Tiro de Nellis (Nellis Bombing Range Test Site airport (KXTA)). El lago mide 1344 metros y aproximadamente se extiende hasta unos 6 km desde el norte hasta el sur y unos 4,8 km de este a oeste en su parte más amplia. Situado en la homónima región del valle de Groom Lake de la Cuenca de Tonopah, el lago se encuentra al nordeste del Sector-4 del Lago Papoose (Papoose Lake) ubicado a unos 40 km al sur de Rachel (Nevada).

## Historia

### Groom Lake
Plomo y plata fueron descubiertos en la zona sur de la Cordillera de Groom en 1864 y la compañía inglesa Groome Lead Mines Limited financió las Minas Conception en la década de los 70, dando al distrito su nombre (en la región se encontraban minas muy próximas como María, Willow y White Lake). Las propiedades en Groom se adquirieron por J.B. Osborne y socios, patentando así los derechos en 1876, posteriormente su hijo adquirió los derechos en la década de 1890. Tales derechos fueron incorporados por dos empresas en 1916 para seguir con la puesta en marcha y la continuación de la investigación minera hasta 1918, dicho proyecto se reanudó después de la Segunda Guerra Mundial hasta la década de 1950.

### Segunda Guerra Mundial
El aeródromo de Groom Lake comenzó a estar operativo en 1942 bajo el nombre de Campo Auxiliar de la Fuerza Aérea de Indian Springs (Indian Springs Air Force Auxiliary Field) y consistía básicamente de dos pistas de aterrizaje alineadas. 37°16′35″N 115°45′20″O / 37.27639, -115.75556. El aeródromo pudo haber sido utilizado para la práctica de artillería con munición viva e incursiones de bombardeo y los cráteres abiertos por las bombas son todavía visibles en los alrededores.

### Programa U-2

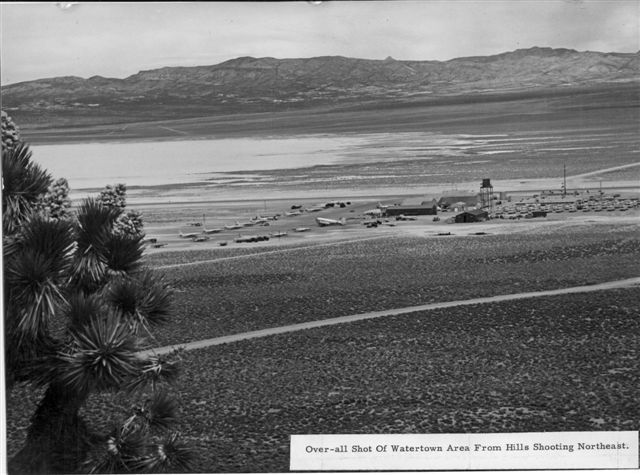
Watertown ("El Rancho") con un U-2 en una zona de estacionamiento de la base.

La instalación de pruebas de Groom Lake fue instaurada por la Agencia Central de Inteligencia (CIA) para el Proyecto Aquatone, que consistía en el desarrollo del avión de reconocimiento estratégico Lockheed U-2 en abril de 1955.
Como parte del proyecto, el director Richard M. Bissell Jr sabía de antemano que dado el extremo secretismo que envolvía al proyecto, las pruebas de vuelo y los programas de formación para los pilotos no podrían llevarse a cabo en la Base Aérea de Edwards o en la instalación de la Lockheed en Palmdale (California). Se puso en marcha entonces una búsqueda para una zona de pruebas apropiada para el U-2, realizándose bajo las mismas extremas medidas de seguridad que el resto del proyecto.
Richard M. Bissell Jr notificó a la Lockheed que enviaría a un equipo de inspección a Groom Lake, de acuerdo a las palabras de Kelly Johnson:
"... Sobrevolamos por el interior durante un lapso de unos treinta segundos, intuíamos que era el lugar idóneo... estaba justo al lado de un lago seco. Créelo, observamos detenidamente el lago y nos mirábamos todos los unos a los otros. Era otro Edwards, así que dimos la vuelta, aterrizamos en el lago y nos desplazamos hasta un extremo del mismo. Era un perfecto campo de aterrizaje natural... tan suave como una mesa de billar sin que se haya hecho nada sobre el". Kelly Johnson utilizó una brújula para trazar la dirección de la primera pista de aterrizaje. Al lugar se le llamó entonces "Groom Lake".
El lecho del lago poseía unas características que le hacían de algún modo especial, desde donde se podía operar sin ningún problema la aeronave de reconocimiento U-2 tan problemática, de esta forma las cordilleras montañosas del Valle de Emigrant (Emigrant Valley) y el perímetro del Campo de Pruebas de Nevada protegían la zona de pruebas de miradas indiscretas y de interferencias externas a unos 100 km al norte de Las Vegas.
El 4 de mayo de 1955 un equipo de investigación llegó a Groom Lake, diseñaron una pista de aterrizaje de norte a sur de unos 1500 metros en la esquina suroeste del lecho del lago y designaron una zona para la instalación que serviría como base de apoyo. El nuevo aeródromo, en aquel entonces conocido como "Site II" o "The Ranch" (El Rancho), en un principio solo constaba de algunos albergues, talleres y casas móviles, dichas casas eran para que se hospedaran los reducidos equipos de personal operativo destacados en la instalación. En poco más de tres meses, la base tenía construida una pista de aterrizaje asfaltada, tres hangares, una torre de control e instalaciones aptas para el alojamiento del personal de pruebas. La base no contaba con muchas comodidades en aquellos años, entre ellas estaba una sala de cine y una cancha de voleibol, también había un comedor, varios pozos de agua y tanques de almacenamiento para combustible líquido. En julio de 1955 empezó a llegar personal de la Lockheed, Fuerza Aérea y CIA. "El Rancho" recibió la primera entrega del U-2 el 24 de julio de 1955 desde Burbank en un avión de transporte C-124 Globemaster II acompañado por técnicos de la Lockheed en un Douglas DC-3.

### Programa OXCART

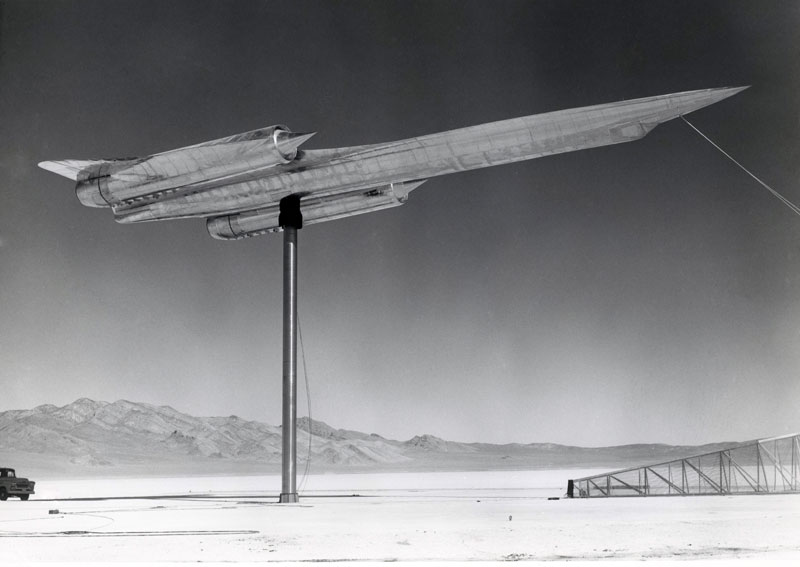
Un Lockheed A-12 durante una prueba de radar en Groom Lake.

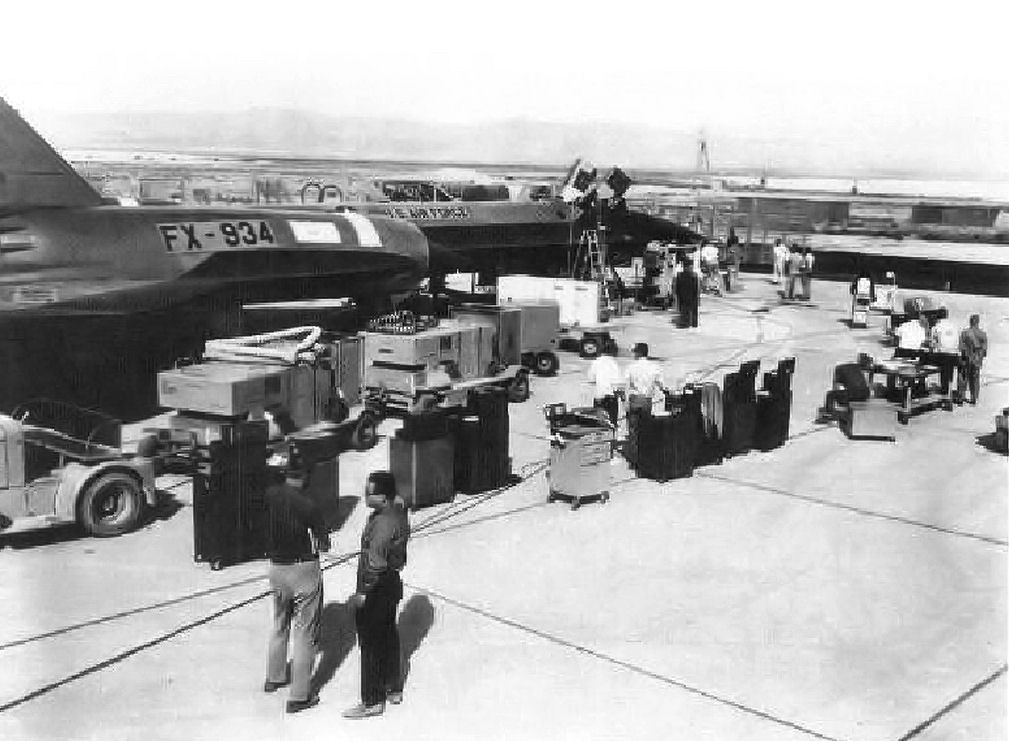
El segundo prototipo interceptor YF-12B en Groom Lake (fotografía de la Fuerza Aérea de Estados Unidos).

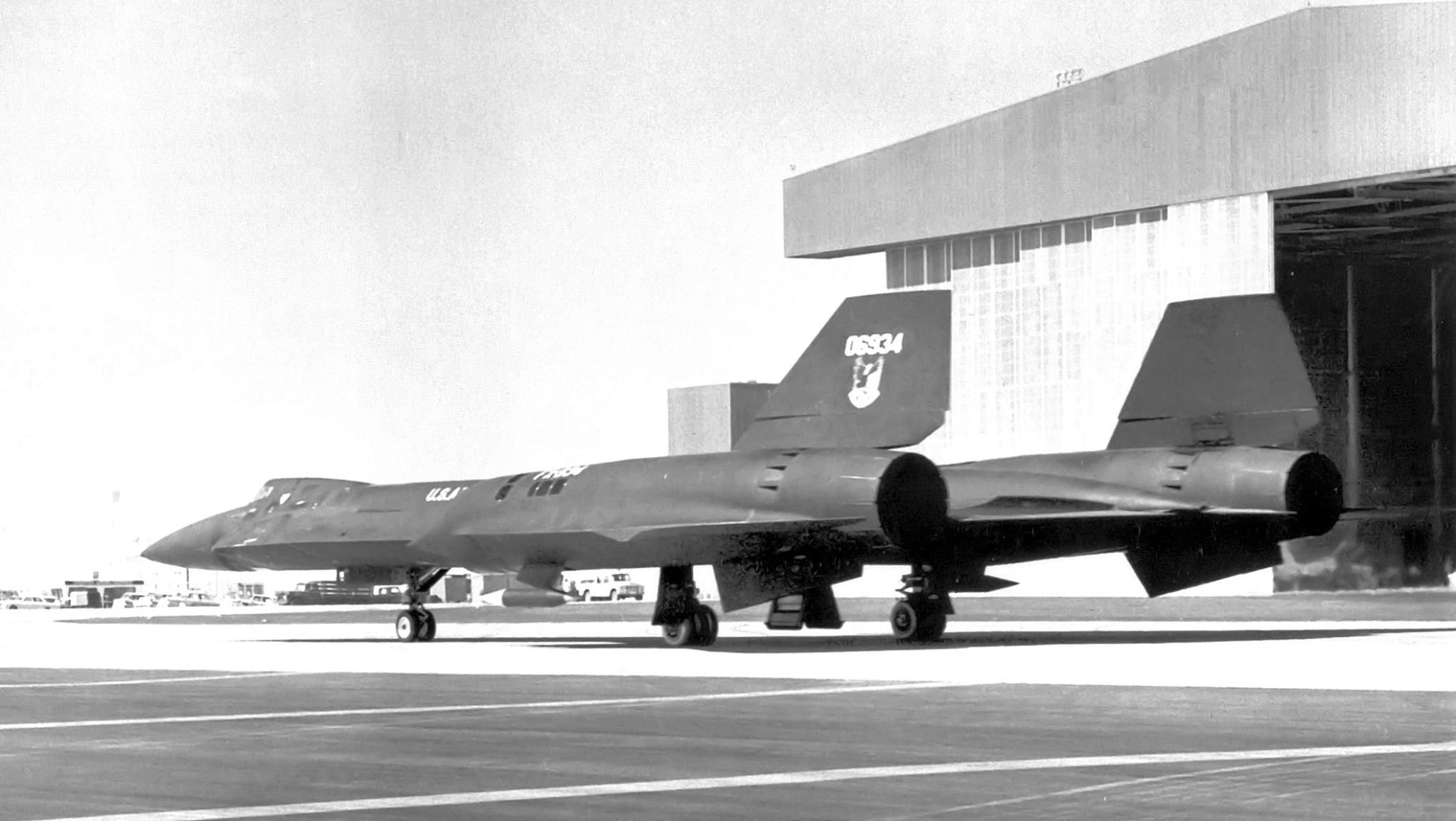
Un Lockheed YF-12A con la numeración 60-6934 fijadas en el lateral izquierdo del ala en el Comando de Defensa Aeroespacial en 1963. Era el único YF-12A con una inscripción de numeración del Comando de Defensa Aeroespacial, su primer vuelo de prueba tuvo lugar el 7 de agosto de 1963 en Groom Lake (Nevada). Fue probado minuciosamente en la Base Aérea de Edwards. Esta aeronave fue dañada sin posibilidad de reparación debido a un incendio que tuvo lugar en la Base de Edwards en un accidente de aterrizaje el 14 de agosto de 1966; se logró recuperar su mitad posterior y la combinaron con la mitad delantera de un fuselaje de pruebas de la Lockheed para crear el único SR-71C con la numeración 64-17981.

Aún antes de que el desarrollo del U-2 fuera completado, la Lockheed empezó a trabajar en un posterior programa que sería su sucesor como parte del Proyecto OXCART de la CIA, en el que participó el avión de reconocimiento de gran altura Lockheed A-12 con capacidad de vuelo y velocidades superiores a Mach 3, una variante en lo que más tarde se convertiría en el famoso SR-71 Blackbird.
Al igual que con el anterior programa U-2, los requisitos de seguridad aplicables al Proyecto Oxcart requerían una localización secreta con cierto oscurantismo para las pruebas del A-12. A pesar del éxito de las pruebas de vuelo del U-2 y las pruebas de radar para el modelo de diseño del Proyecto Oxcart, Groom Lake no estaba considerado inicialmente como una localización donde llevar a cabo dichas operaciones de vuelo. Era un puesto avanzado del "Viejo Oeste" con instalaciones primitivas para solo albergar a 150 personas. El programa de pruebas A-12 requeriría un aumento de más de diez veces ese número. La pista de aterrizaje asfaltada de 1500 metros de Groom Lake era a la vez demasiado corta y no podía soportar el peso del A-12. Tanto el abastecimiento de combustible y el espacio de los hangares eran insuficientes.
Diez bases aéreas estuvieron en el foco de atención para un posterior cierre de las mismas, aunque todas fueron rechazadas. La zona tenía que estar lejos de las ciudades o de cualquier aerolínea civil o militar para evitar posibles avistamientos. Otra de esas características exclusivas era que tenía que hacer buen tiempo, junto con suficientes reservas de combustible y viviendas, que debían considerarse adecuadas y una pista de aterrizaje de 2600 metros. Ninguna de las bases de la fuerza aérea cumplía con los requisitos de seguridad, a pesar de que durante un tiempo, la Base Aérea de Edwards era un posible candidato. Finalmente, Groom Lake era la única posibilidad partiendo desde el punto de vista de la seguridad, pero su corta pista de aterrizaje y de despegue así como sus austeras instalaciones dieron un cambio para una mejora importante antes de que el A-12 del Proyecto Oxcart se pusiera en marcha con las pruebas de vuelo. Por aquel entonces Groom Lake recibió un nuevo nombre oficial. La Zona de Pruebas Nucleares de Nevada se dividió en varias extensiones y sectores numerados. Al designarse dichas proporciones de terreno por sectores, a Groom Lake se le designó con el número 51, de ahí el nombre Área 51.
Estos requisitos en materia de mantenimiento fijados en la directiva sobre seguridad y las características de vuelo de la aeronave obligó a que se produjera una gran expansión de las instalaciones y las pistas de aterrizaje en Groom Lake. El 1 de octubre de 1960, la Reynolds Electrical and Engineering Company (REECo) comenzaron a trabajar e iniciaron una serie de obras en la base, denominándolo como "Project 51" (Proyecto 51). Los trabajadores implicados en las obras de construcción tenían un sistema de doble jornada de trabajo de una duración de cuatro años para modernizar, revisar y mejorar las instalaciones de la base, y también ampliar la pista de aterrizaje existente de 2600 metros, así como endurecerla para soportar el gran peso del A-12. Además, se construyó una nueva pista de aterrizaje en diagonal de unos 3050 metros ubicada en la esquina suroeste del lecho del lago. Fue trazada una espiral de Arquímedes de dos kilómetros de diámetro en el lecho del lago, de modo que cuando un piloto del A-12 se acercase al final del saliente pudiera abortar el vuelo en dirección hacía el salar, en lugar de hundir la aeronave en las artemisas. Los pilotos del Área 51 lo llamaban "The Hook" (El Garfio). Para los aterrizajes con viento cruzado fueron marcadas dos pistas de aterrizaje sin pavimentar en el lecho del lago seco (las pistas 9/27 y 03/21).
En agosto de 1961 finalizaron las obras de construcción de las instalaciones que eran requeridas para la base. La Marina de Estados Unidos suministró a Groom Lake tres hangares que fueron asentados en la parte norte de la base. Fueron designados como Hangares 4, 5, y 6. También un cuarto fue construido, designado como Hangar 7. Los hangares originales para el U-2 fueron convertidos en talleres de mantenimiento y de maquinaría. Las principales zonas de acantonamiento de la instalación incluían talleres de reparación y edificios de almacenamiento y administración, un economato, torre de control y varios alojamientos. La Marina también contribuyó a suministrar unas 130 unidades de alojamiento y dúplex de viviendas con material antifricción para las instalaciones, permitiendo de este modo la ocupación a largo plazo de su personal. Los edificios más antiguos fueron reparados, y se construyeron una variedad de instalaciones adicionales. Un estanque rodeado de árboles sirvió como zona de recreo situado a 1,6 km al norte de la base. Contaban también con varias zonas de recreo extra como un gimnasio, sala de cine y un campo de béisbol. A principios de 1962 fue construido un depósito permanente con tanques de combustible para las aeronaves, en donde almacenaban el JP-7 para el A-12 (el JP-7 es un combustible especial desarrollado por la Fuerza Aérea de Estados Unidos para su uso en aviones supersónicos). Se construyeron siete tanques de almacenamiento con una capacidad total de 1 320 000 litros.
Se iniciaron todos los preparativos para la llegada del OXCART, la seguridad se incrementó en gran medida y la pequeña mina civil situada en la Cuenca de Groom (Groom Basin) se había cerrado. En enero de 1962, la Administración Federal de Aviación (FAA) amplió el espacio aéreo restringido en torno a las inmediaciones de Groom Lake. El lecho del lago se convirtió en el principal centro de expansión con unos 1554 km² de área restringida ( R-4808N). Estas restricciones se aplicaron también para las cotas de altitud y aéreas, el espacio aéreo restringido ocupa mayoritariamente el Polígono de la Fuerza Aérea de Nellis (Nellis Air Force Range).
A pesar de estar bajo la jurisdicción de la CIA, la instalación recibió ocho F-101 Voodoos de la Fuerza Aérea para la formación y entrenamiento, dos T-33 Shooting Star para un perfeccionamiento en entrenamientos de vuelo, un C-130 Hercules para el transporte de carga, un U-3A para fines administrativos, un helicóptero de búsqueda y rescate, y un Cessna 180 para su utilización en actividades de coordinación, y la Lockheed suministró un F-104 Starfighter para su uso como avión de seguimiento.
En febrero de 1962 el primer OXCART fue transportado clandestinamente a la base en camiones, lo ensamblaron detenidamente e hizo su primer vuelo el 26 de abril de 1962. Por entonces, la base contaba con más de 1000 personas trabajando en las instalaciones, había tanques de almacenamiento para el combustible, una torre de control y un campo de béisbol. El A-12 era una aeronave de grandes dimensiones, de gran potencia y de una apariencia característica con un cierto diseño distintivo. Durante los primeros vuelos de prueba, la CIA trató de limitar el número de personas que observaban la aeronave. Todos los que estaban en Groom Lake y no estaban relacionados con el programa Oxcart fueron trasladados al comedor antes de cada despegue. Esta táctica fue suspendida, ya que interrumpía las actividades y por tanto era inviable con la gran cantidad de vuelos que se llevaban a cabo.
Aunque el espacio aéreo sobre Groom Lake estaba restringido, la Base Aérea de Nellis estaba muy próxima y lindaba con sus inmediaciones. Inevitablemente, se registraron diversos avistamientos. Algunos pilotos de Nellis vieron a los A-12 en varias ocasiones, al menos un piloto de pruebas de la NASA vio el A-12. El piloto se comunicó por radio con la torre de control de la Base Aérea de Edwards y preguntó qué es lo que era aquello, le comunicaron al piloto que detuviera las transmisiones y que aterrizara, poco después de aterrizar le dijeron que lo que había observado era de vital importancia para la seguridad nacional de los Estados Unidos. También firmó un acuerdo de confidencialidad. La principal fuente de los avistamientos del A-12 fueron varios pilotos de aerolíneas. Se cree que las aerolíneas registraron al menos de 20 a 30 avistamientos. Un piloto de American Airlines pudo ver un A-12 en dos ocasiones, durante otro avistamiento un piloto divisó un A-12 y dos aeronaves de seguimiento, el piloto lo comunicó por radio a la torre de control diciendo: "Estoy viendo una oca y dos pichones"
Groom Lake acogió al primer vuelo de la mayoría de los programas principales de las variantes del Blackbird, entre ellos estaban: el A-12, otra variante de aeronave interceptora llamada YF-12 diseñada para interceptar los bombarderos de los soviéticos, y el proyecto teledirigido basado en el Blackbird, el D-21. A finales de 1963, nueve A-12 estaban en el Área 51, asignados a la CIA y operados bajo el "1129 Escuadrón de Actividades Especiales" (1129th Special Activities Squadron). El 4 de junio de 1962 fue inspeccionada una maqueta del avión de reconocimiento Blackbird SR-71 por la Fuerza Aérea, llamada ""Reconnaissance Strike-71" (RS-71)". El concepto de "Strike" (Ataque) para el A-12 con capacidades estratégicas de bombardeo tuvo problemas políticos para la Fuerza Aérea, que estuvo implicada en el programa XB-70 Valkyrie en aquella época y produjo una falta de entusiasmo y conformismo por parte del secretario de defensa Robert S. McNamara. McNamara y sus "niños prodigio" no veían la necesidad de la utilización y despliegue de bombardeos tripulados extra durante la era de los misiles balísticos intercontinentales. Además, McNamara fue retirándose gradualmente del Comando de la Defensa Aeroespacional y no observó ninguna otra utilidad para el interceptor YF-12A.
Por consiguiente, solo la versión de reconocimiento del RS-71 seguía manteniéndose (al igual que la palabra "Strike" (Ataque). Cuando los A-12 fueron diseñados para los vuelos clandestinos en territorio soviético, el RS-71 llevaba equipado unas cámaras adicionales con visualización lateral y varios sensores con mejores capacidades. El 27 y 28 de diciembre de 1962, se le fue emitido un contrato a la Lockheed para construir seis aeronaves de pruebas RS-71.
Según la leyenda, cuando el presidente Lyndon B. Johnson asumió el cargo le preguntó a un ayudante del Presidente Kennedy, poco después de que se cometiera su asesinato, cual era el objetivo y para que servía el RS-71, a lo que el ayudante le contestó: "Reconocimiento estratégico". Por consiguiente, cuando el 24 de julio de 1964 Lyndon Johnson anunció públicamente la existencia de un nuevo avión de reconocimiento, le dio el nombre de "SR-71". Los comunicados de Lyndon Johnson generaron ciertas inquietudes en cuanto a la seguridad nacional. Si bien el programa SR-71 de la Fuerza Aérea fue un proyecto "blanco" o abierto, el A-12 de la CIA por lo contrario no lo era. Su existencia se mantendría en secreto hasta 1981. Para tratar de mantener el secreto, a todos aquellos que estaban implicados en el proyecto les comunicaron la llegada del SR-71 y les advirtieron de que no hablaran sobre el A-12 por separado.
El primer vuelo que realizó el SR-71 tuvo lugar en las instalaciones de la Lockheed ubicadas en Palmdale (California) en diciembre de 1964, y tanto Palmdale como la Base Aérea de Edwards sirvieron como principales zonas de operaciones para ese modelo. La 4200 Escuadrilla de Reconocimiento Estratégico (4200th Strategic Reconnaissance Wing) comenzó su operatividad en la Base Aérea de Beale el 1 de enero de 1965. Sin embargo, el primer SR-71 no llegó hasta el 7 de enero de 1966.
A partir de noviembre de 1965, aun cuando el A-12 estaba declarado listo para el servicio operativo y su consiguiente utilización por la CIA, así como la planificación para su utilización, se manifestaron muchas dudas acerca del coste total de operatividad de los dos grupos por separado del A-12 y el SR-71. Después de un año o más de debate, el 10 de enero de 1967 se decidió excluir a la CIA finalmente del programa. Cuando el programa OXCART dio por finalizado, su descendiente de la Fuerza Aérea, el SR-71, seguiría prestando apoyo y volando en misiones de inteligencia durante los próximos 22 años. Finalmente, en 1990 el SR-71 fue retirado.
El A-12 permanecería en Groom Lake hasta 1968, y ocasionalmente hacía algún vuelo regular hasta la Base Aérea de Kadena en Okinawa (Japón). Las nueve aeronaves restantes A-12 de la CIA fueron almacenadas en Palmdale en junio de 1968 y el 1129 Escuadrón de Operaciones Especiales quedó inactivo. Todas las aeronaves que perduraron permanecieron allí durante casi 20 años antes de ser enviadas a museos de todo Estados Unidos.

### D-21 Tagboard

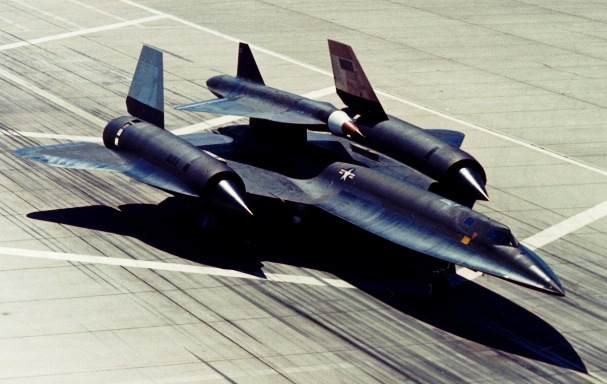
El D-21 montado en la parte posterior del M-21. Puede apreciarse el orificio de entrada de la cubierta que se utilizó durante los primeros vuelos.

Tras la pérdida del U-2 de Gary Powers sobre la Unión Soviética, hubo algunas discusiones en cuanto a la utilización del A-12 OXCART como aeronave teledirigida no tripulada. Aunque Kelly Johnson apoyaba también la idea de la aeronave de reconocimiento no tripulada, se opuso en cambio al desarrollo de un avión A-12 no tripulado, alegando que la aeronave era demasiado grande y compleja para tal conversión. No obstante, la Fuerza Aérea acordó financiar el estudio de una aeronave teledirigida de alta velocidad y gran altura en octubre de 1962. El interés por la Fuerza Aérea pareció haber despertado el aliento de la CIA para tomar riendas en el asunto en el proyecto designado como "Q-12". En octubre de 1963 dio por finalizado el diseño de la aeronave no tripulada y al mismo tiempo aprobaron un cambio de nombre para el Q-12. Para separarlos de los otros dos proyectos basados en el A-12, fue renombrado como "D-21". (El "12" lo invirtieron al "21"). El nombre en clave para el proyecto fue designado como "Tagboard".
El primer D-21 se completó durante la primavera de 1964 por la Lockheed. Después de cuatro meses de verificaciones y pruebas estáticas, la aeronave fue enviada a Groom Lake para volverla a reensamblar. Iba a ser enviado por un biplaza derivado del A-12, designado como "M-21".

## Operaciones en Groom Lake

### Programa Senior Trend / U-2
Groom Lake fue usada para prácticas de bombardeo y artillería durante la Segunda Guerra Mundial, pero entonces fue abandonada hasta 1955, cuando se seleccionó como la localización ideal para probar el avión espía Lockheed U-2 por Lockheed. La base del lago era un lugar ideal para operar la problemática prueba de la aeronave, y la cadena de montañas de Emigrant Valley y el perímetro NTS protegían la nave secreta contra ojos curiosos. Lockheed construyó una base temporal en Groom, poco más que algunas trincheras, talleres y una cantidad pequeña de casas rodantes para albergar a su pequeño equipo. El primer U-2 voló sobre Groom en agosto de 1955, y los U-2 bajo el control de la CIA comenzaron a volar sobre territorio soviético a mediados de 1956. Las operaciones del U-2 durante 1957 eran frecuentemente interrumpidas por la serie de explosiones de prueba de la operación Plumbbob, que detonaron una docena de aparatos en el NTS. La explosión de Plumbbob-Hood esparció polvo a través de las instalaciones de Groom y forzó una evacuación temporal. Ya que la misión primaria de los U-2 era volar sobre la Unión Soviética, operaban en grandes bases aéreas cercanas a la frontera Soviética, incluyendo Incirlik en Turquía y Peshawar en Pakistán.

### Programa F-117/Have Blue
El prototipo del avión furtivo llamado Lockheed Have Blue —una pequeña prueba de concepto del F-117 Nighthawk— voló por primera vez por Groom Lake en diciembre de 1977. La experimentación de una serie de prototipos de alto secreto continuaron allí hasta mediados de 1981, hasta la transición de las pruebas para la incipiente producción del avión furtivo F-117. Además de los vuelos de prueba, Groom Lake hizo perfiles de radar, pruebas de armas con los F-117 y fue el lugar para el entrenamiento y formación del primer grupo de pilotos avanzados de la Fuerza Aérea con los aviones F-117. Posteriormente, el todavía muy activo servicio clasificado de las operaciones de los F-117 se trasladaron al cercano Aeropuerto del Tonopah Test Range y finalmente a la Base de la Fuerza Aérea de Holloman.
El transporte del personal se lleva a cabo por un autobús blanco que posee una licencia comercial, antes de entrar en la "Carretera de Groom Lake", recoge a un pequeño número de empleados que viven en pequeñas comunidades más allá de la frontera del Campo de Pruebas de Nevada (aunque no está claro si estos empleados están trabajando en Groom Lake o en otras instalaciones del Campo de Pruebas de Nevada). El autobús viaja por la Carretera de Groom Lake y se detiene en Crystal Springs, Ash Springs, y en Álamo, luego estaciona en el palacio de justicia de Álamo toda la noche.

### Operaciones posteriores
Desde que el F-117 se hizo operativo en 1983, las operaciones de Groom Lake continuaron sin debate. La base y el sistema de sus caminos asociados se expandieron, y continuaron los vuelos que transportaban civiles de Las Vegas diariamente. Algunos comentadores, después de examinar recientes fotografías por satélite de la base, estiman que tiene un complejo de viviendas complementario para más de 1000 personas, con un número similar de personal que vive en Las Vegas. En 1995 el Gobierno Federal expandió el área exclusiva alrededor de la base para incluir las montañas cercanas que hasta ahora habían producido el único lugar donde observar la base.
Se supone que se han probado aeronaves «experimentales», entre ellas el D-21 Tagboard Drone, un pequeño transporte secreto para tropas (VTOL), un crucero secreto para misiles y el hipotético avión espía Aurora.

### La fotografía del Skylab de 1974

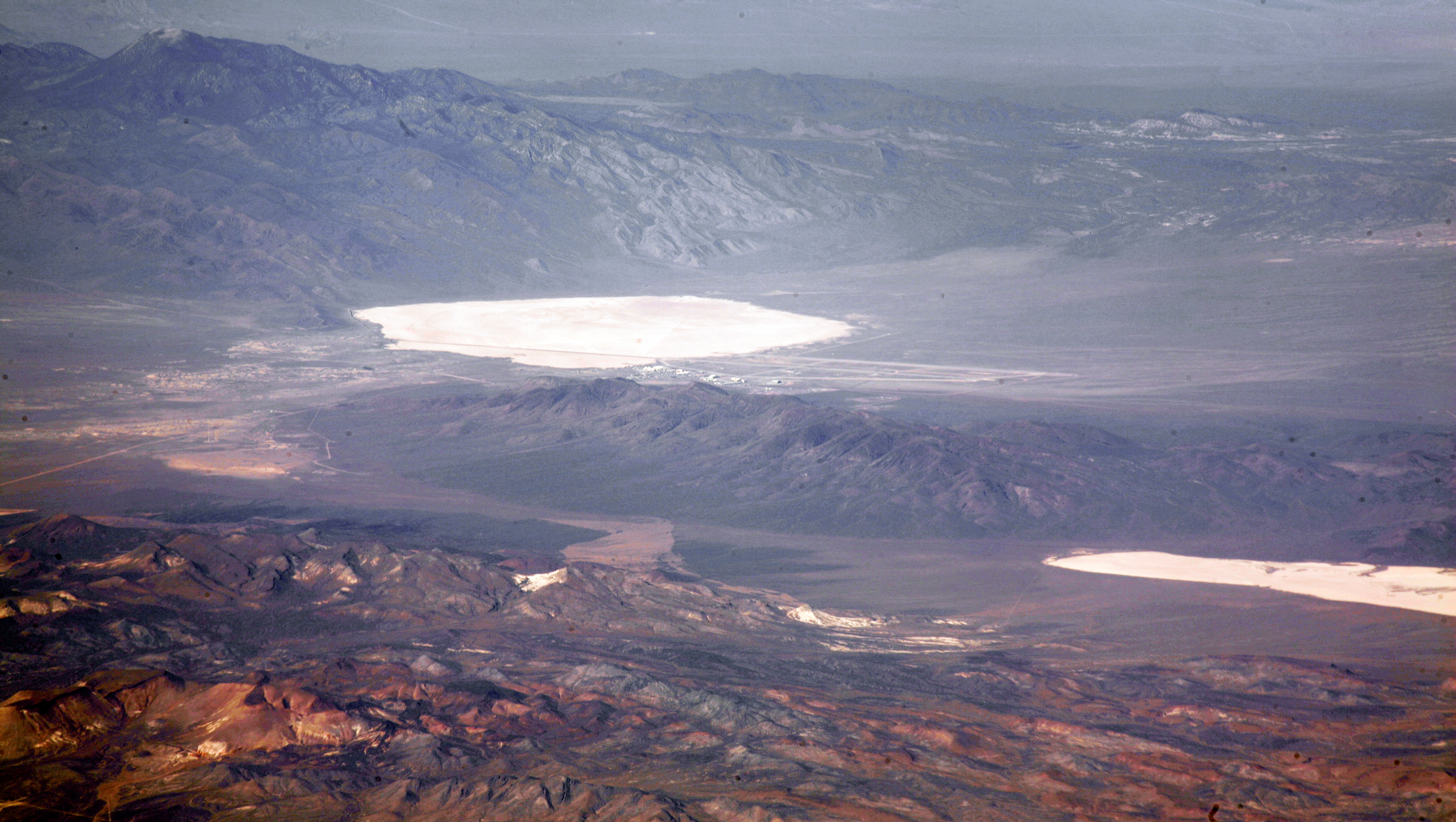
Groom Lake y Papoose Lake (arriba a la derecha).

En enero de 2006, el historiador espacial Dwayne Allen Day publicó un artículo en la revista en línea The Space Review titulado «Área 51 y astronautas: El incidente Skylab». El artículo estaba basado en un informe escrito en 1974 para el por entonces director de la CIA William Colby por un funcionario desconocido de la CIA. El informe trataba sobre que los astronautas a bordo del Skylab 4 habían fotografiado, como parte de su misión, un lugar del que se comenta:

Existían instrucciones específicas de no hacer esto. Esta era la única localización de la que se había recibido tal instrucción.

Aunque el nombre de la localización estaba borrado, el contexto de la conversación hace pensar al historiador que se trata de Groom Lake. El historiador hace además el siguiente comentario:

En otras palabras, la CIA consideró que no había lugar en la Tierra tan sensible como Groom Lake.

El informe detalla el debate entre las agencias federales sobre las imágenes clasificadas, estando por un lado el Departamento de Defensa a favor de la clasificación, y por otro lado la NASA y el Departamento de Estado que estaban en contra del secretismo.

## La posición del gobierno respecto al Área 51

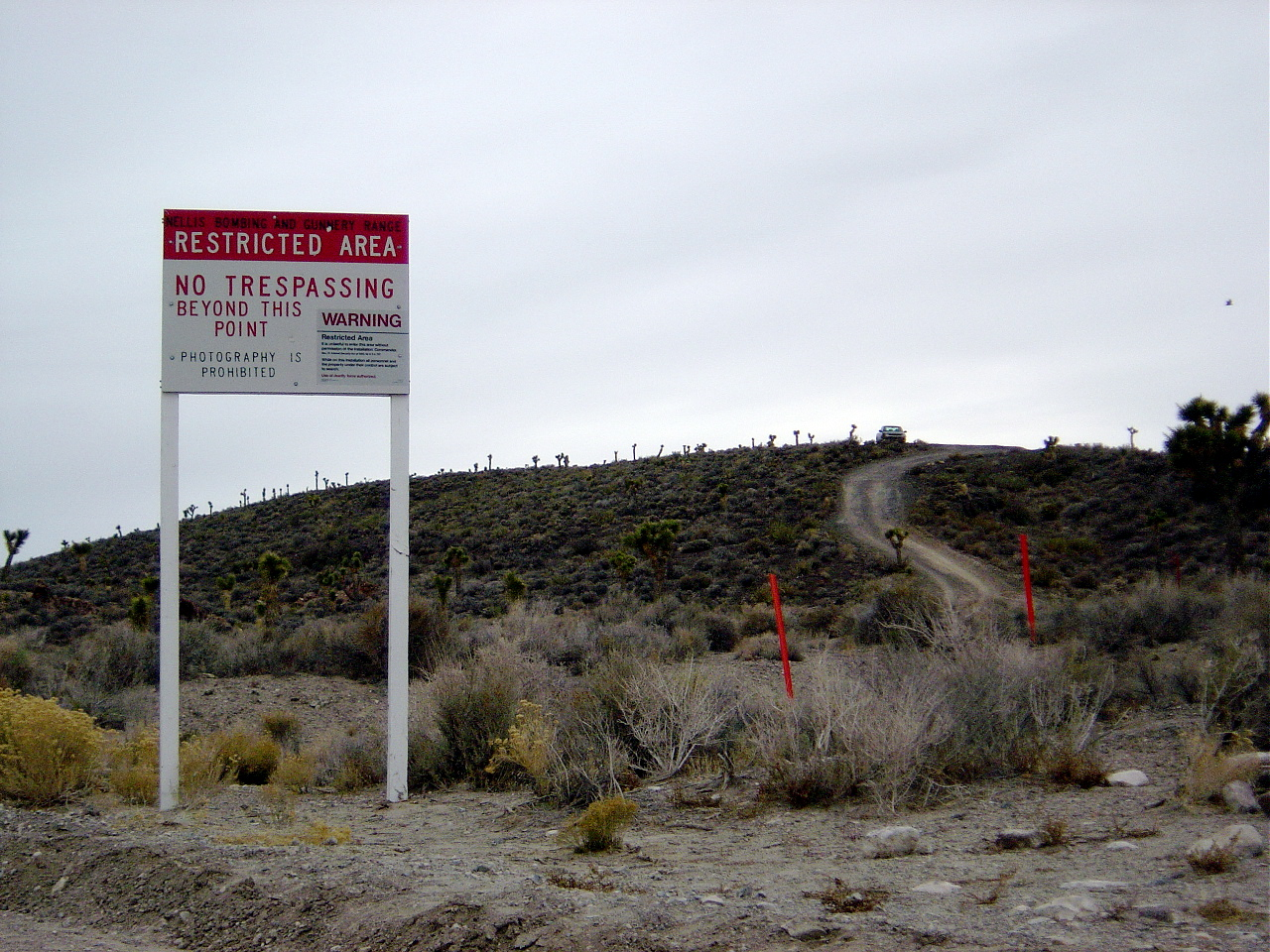
Frontera y señal de advertencia del Área 51 en la que se indica que «está prohibido hacer fotografías» y que "está permitido el uso de dispositivos letales" bajo los términos acordados en el McCarran Internal Security Act en 1950. Un vehículo del gobierno está estacionado en la cima; desde allí, los agentes de seguridad observan Groom Lake.

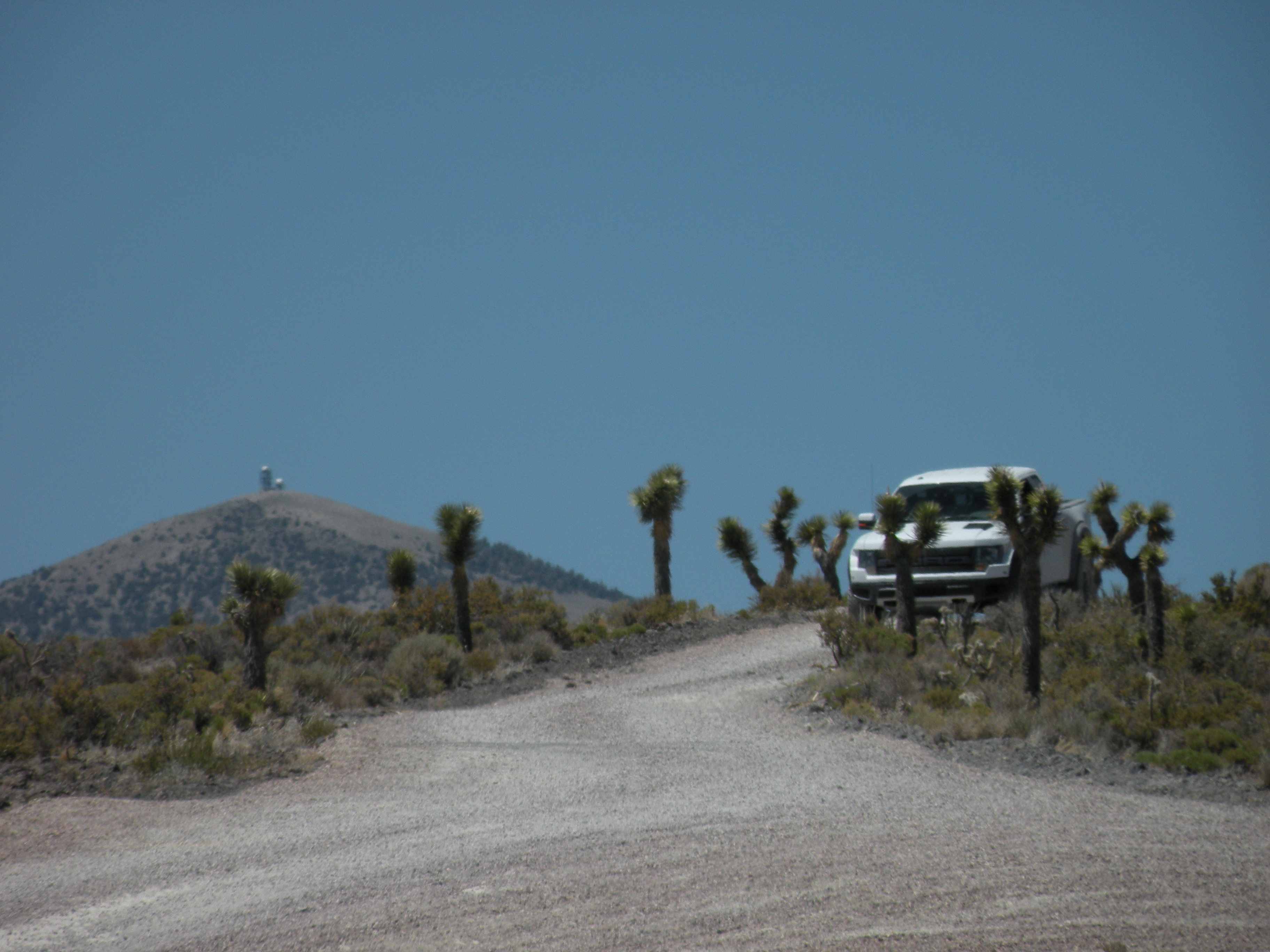
Contratistas de seguridad conocidos popularmente como Camo Dudes.

El 14 de julio de 2003, el Gobierno Federal admitió la existencia de la instalación, tácitamente reconoce que la Fuerza Aérea tiene un "lugar" cerca del lago, pero no proporciona más información.
A diferencia del Polígono de Nellis, la zona que está alrededor del lago está permanentemente fuera de límite para los civiles y el tráfico aéreo regulado. El área está protegida por estaciones de radar, sensores de movimiento bajo tierra, y los visitantes inesperados se encontrarán con helicópteros y guardias armados. Nadie se puede perder accidentalmente en la exclusiva "caja" alrededor del espacio aéreo de Groom Lake, incluso los pilotos militares de entrenamiento de la NAFR son registrados como hostigadores extensivamente por agentes de la inteligencia militar.
El perímetro de la base está vigilado por unos guardias de seguridad privados uniformados que trabajan para el subcontratista de seguridad de EG&G Technical Services, la Wackenhut, que patrullan con todoterrenos Jeep Cherokees y Humvees; en 2001 cambiaron sus camionetas, actualmente llevan unas Ford F-150 color champán y unos todoterrenos Chevy 2500 4X4 grisáceos. Aunque los guardias están armados con M16, no ha ocurrido ningún encuentro violento con ningún turista, en cambio, los guardias en general siguen y observan detenidamente a los visitantes cerca del perímetro por si alguien lo cruzase, en caso de que esto ocurriera, los guardias tomarían medidas más reservadas y llamarían posteriormente al Sheriff del Condado de Lincoln.
La base no aparece en los mapas públicos del gobierno estadounidense; el mapa topográfico de United States Geological Survey sobre esta área solo muestra la descontinuada Mina Groom y la carta de la aviación civil para Nevada muestra solo una gran área restringida, sin embargo la define como parte del espacio aéreo restringido de Nellis. Igualmente la página del Atlas Nacional que muestra terrenos federales de Nevada no distingue entre el bloque de Groom y otras partes de la cadena montañosa de Nellis. Aunque está oficialmente desclasificado, el filme original tomado en 1960 por el satélite espía US Corona se ha alterado posteriormente a su publicación; en respuesta a peticiones de información, el gobierno responde que estas exposiciones (el mapa de Groom y la NAFR) parecen haber sido destruidas. Imágenes de satélite del servidor Terra (las cuales estaban disponibles al público) fueron borradas de los servidores (incluyendo a Microsoft "Terraserver") en 2004, y se hizo disponible un mapa actualizado de USGS de la versión monocromática con resolución de 1m. Las imágenes de NASA Landsat 7 aún están disponibles (estas son utilizadas en el programa World Wind de NASA y se muestran en los mapas de Google). También están fácilmente disponibles en imágenes de otros países, incluyendo fotografías en alta resolución de satélites rusos y el sistema comercial IKONOS (en Internet).
En respuesta a demandas medioambientales y por parte de empleados (que incluyen una demanda ya que tuvieron exposición a desechos tóxicos), una Determinación Presidencial se publica anualmente, excluyendo de las leyes ambientales las operaciones de la Fuerza Aérea cerca de Groom Lake, Nevada. Esto, no obstante, constituye el único reconocimiento formal que el gobierno de EE. UU. ha dado sobre Groom Lake como parte del complejo Nellis.
El gobierno del Estado de Nevada, reconociendo que el folclore alrededor de la base puede aportar algún turismo potencial, ha renombrado la sección de la Carretera 375 de Nevada (cerca de Rachel) "La Carretera Extraterrestre", y ha puesto señales imaginarias e ilustrativas a lo largo de esta sección.
Aunque la propiedad federal dentro de la base se encuentra exenta de impuestos estatales y locales, las instalaciones de propiedad de los contratistas no lo están. Una investigación revela que la base declara un valor de impuestos de $2 millones de dólares al asesor del Condado de Lincoln, quien por cierto, no está autorizado a entrar al área para realizar una asesoría. Algunos residentes del condado Lincoln se han quejado diciendo que la base es una carga injusta en el condado, ya que provee muy pocos trabajos (la mayoría de los empleados viven cerca de Las Vegas) e impone una expropiación inadecuada de tierras y costos para aplicación de la ley.

### Problemas jurídicos por las violaciones del medio ambiente
En 1994, cinco contratistas civiles anónimos y las viudas de los contratistas Walter Kasza y Robert Frost demandaron a la Fuerza Aérea y a la Agencia de Protección Ambiental de los Estados Unidos. Sus demandas, que estuvieron representadas por el profesor de derecho de la Universidad George Washington Jonathan Turley, afirmó que estos contratistas del Área 51 habían sido expuestos a grandes cantidades de sustancias químicas desconocidas que habían sido quemadas en canteras a cielo abierto y en fosas de Groom Lake. Las biopsias realizadas a los demandantes fueron analizadas por bioquímicos de la Universidad de Rutgers y encontraron altos niveles de dioxina, dibenzofurano y tricloroetileno en su grasa corporal. Los demandantes aseguraron que habían padecido enfermedades respiratorias, lesiones cardiovasculares debidas a su trabajo en Groom Lake, y todo esto había contribuido a la muerte de Frost y Kasza. La demanda judicial pide una indemnización por las lesiones que habían sufrido los antiguos empleados del Área 51, alegando que la Fuerza Aérea de los Estados Unidos ha manipulado ilegalmente materiales tóxicos, y que la Agencia de Protección Ambiental ha optado por violar las leyes federales de los Estados Unidos y ha adolecido en su deber de hacer cumplir el Acta Conservación y Recuperación de Recursos (que regula el manejo de materiales peligrosos). También solicitaron información detallada sobre los productos químicos a los que supuestamente fueron expuestos, con la esperanza de facilitar el tratamiento médico de los supervivientes. El Congresista Lee H. Hamilton, expresidente de la Cámara del Comité de Inteligencia, dijo al periodista Leslie Stahl del programa de televisión 60 minutes que "La Fuerza Aérea está clasificando toda la información acerca del Área 51 con el fin de preservarse de una demanda".

## Teorías de conspiración y OVNIS concernientes al Área 51
La naturaleza reservada y la indudable conexión con investigaciones de aeronaves clasificadas, junto con informes de fenómenos extraños, han conducido al Área 51 a convertirse en una pieza central del folclore moderno de los ovnis y teorías de conspiración. Algunas de las actividades poco convencionales que se dijeron estar en curso en el área 51 incluyen:
- El almacenaje, examen e investigación de una nave espacial extraterrestre (incluyendo material supuestamente recuperado en Roswell), el estudio de sus ocupantes (vivos y muertos) y la manufactura de naves basadas en tecnología extraterrestre. Bob Lazar afirmó haber estado involucrado en dichas actividades, y también afirmó que el motor de estas naves funcionarían por medio del elemento químico n.º 115, el Ununpentium (nombre temporal dado al elemento químico moscovio), y del que solo se han podido crear isótopos.
- Reuniones o labores comunes con extraterrestres. El desarrollo de exóticas armas de energía (para aplicaciones de defensa estratégica SDI ''Strategic Defense Initiative'' o ''Iniciativa de Defensa Estratégica'') y dispositivos para la manipulación del clima.
- El desarrollo de los viajes en el tiempo y tecnología de teletransportación.
- El desarrollo de extraños y exóticos sistemas de propulsión en relación con el proyecto Aurora.

Muchas de las hipótesis hacen referencia a instalaciones subterráneas en Groom Lake o en Papoose Lake, a unos 12 km al sur, y teorías acerca de un sistema de ferrocarril subterráneo transcontinental.

## El Área 51 en la cultura popular
- Esta base militar ha estado presente en el argumento de varias series de televisión como Futurama, American Dad, Los Simpson (llamada Área 51-A), Kid vs. Kat (llamada Área 102), Megas XLR (llamado Área 50), en Total Drama World Tour, Zoom y Looney Tunes: Back in Action (también se presenta el Área 52), Conspiración Roswell, The X-Files, Taken, Star Trek: Espacio profundo 9, Kim Possible, Lilo & Stitch, Invasor Zim, Los Padrinos Mágicos, Betty Atómica, Stargate SG1, JAG, Johnny Test (llamada Área 51.1), Harvey Beaks (llamada Área 52-A), Ben 10: Ultimate Alien y Zeke y Luther (llamada Área 57), así como en las películas Groom Lake, Independence Day, Super 8, National Treasure: El Libro de los Secretos, Indiana Jones y el reino de la calavera de cristal, Transformers (llamada Sector 7) y Área 51; en Be Cool, Scooby-Doo! Ep. 12 («Area 51 Adjacent»). Mencionada en la película Monsters vs. Aliens.[9]

- Es escenario de videojuegos como Área 51 (1995), Half-Life (como Black Mesa Research Facility), Microsoft Flight Simulator X, Ben 10: Protector of Earth, Roblox,  Alien Hominid, Deus Ex, Tomb Raider III, Attack of the Saucerman, Area 51 (2005), Prey, Perfect Dark, Tony Hawk's Pro Skater, Grand Theft Auto: San Andreas (llamada Área 69, Área Restringida o la base militar), Call of Duty: Black Ops (mapa Hangar 18 en el Área 51), Duke Nukem 3D Atomic Edition, Twisted Metal III, Rogue Trip, Hardware Online Arena, Crash Bandicoot 3: Warped (en el mundo "Área 51?") y Grand Theft Auto V (llamada Fort Zancudo; donde hay una carrera con ovnis en una autopista de noche.) Aunque de estos, muchos no tienen la conspiración ovni como eje central de la trama y solo tienen características relacionadas con el lugar, expuesto con otros nombres. En el ya mencionado videojuego Grand Theft Auto: San Andreas se puede visitar y es una base militar con muchos rastros de evidencia alienígena. En el videojuego Los Sims 3, hay un solar con un paisaje muy similar al del Área 51, el cual, curiosamente está muy cerca de la base militar de SunsetValley. En Conspiración X, es una base de operaciones asegurada, para las operaciones en contra de extraterrestres por parte de los jugadores: la base es un sitio con laboratorios estudiando e interceptando seres de otros mundos para estudios.

- En las novelas La biblioteca de los muertos y El libro de las almas de Glen Cooper, este lugar es camuflado como un lugar de estudio de ovnis, cuando en realidad protege miles de manuscritos medievales, donde se recogen las fechas de nacimientos y muertes de personas de todo el globo hasta 2027. Además, aparece en varias novelas de Robert Doherty, que describe los eventos después de que científicos del Área 51 hacen contacto con extraterrestres y en la "Saga Lux, Origin", que la acción transcurre en el Área 51 (uno de los protagonistas es un extraterrestre).

- La canción «Hangar 18» del grupo Megadeth habla sobre el Hangar 18 del Área 51, donde supuestamente están guardados los restos y pruebas del Incidente OVNI de Roswell. También, Área 51 es el nombre de modelo de la desktop insignia de Alienware.

- La canción «Roswell 47q» del grupo de Death Metal melódico Hypocrisy (cuyas letras están centradas al tema ovni) habla sobre lo que paso en esa área, y como el gobierno lo ha encubierto.

### Storm Area 51
La portavoz de la Fuerza Aérea, Laura McAndrews, expresó que los funcionarios del Gobierno estadounidense estaban al tanto de dicho evento y desanimó a las personas de intentar ingresar a la propiedad militar. La policía de Nevada también advirtió a los posibles participantes en el evento contra la intrusión en el recinto. El evento, aunque pretendía ser cómico, tuvo su efecto en las empresas locales de Nevada, que llegaron a crear preparativos para visitantes y diverso merchandising, incrementando el turismo y los alojamientos en pueblos vecinos a la base, como en Rachel (Nevada).
En el condado de Lincoln (Nevada) se planearon los festivales Alienstock en Rachel y Storm Area 51 Basecamp en la comuna de Hiko. Sin embargo, los gobiernos locales y la policía temieron que incluso estos eventos legales pudieran ser problemáticos si se presentara demasiada gente. Se acabó cancelando el primer festival por su mala planificación, terminando por reubicarse en Las Vegas.